# Guglielmo di Malines
Guglielmo di Malines, o di Messines, a volte è chiamato Guglielmo I per distinguerlo da Guglielmo di Agen, secondo patriarca con questo nome (... – Palestina, 27 settembre 1145), è stato un patriarca cattolico fiammingo, originario di Mechelen.
Fu priore del Santo Sepolcro, poi Patriarca latino di Gerusalemme dal 1130 al 1145.
Quando divenne Patriarca risolse una disputa tra il monarca e il precedente patriarca, Stefano de La Ferté, in favore del monarca.
Fu un importante sostenitore di Melisenda durante la reggenza di lei, ed è descritto come un uomo capace e allo stesso tempo flessibile.
Nel 1132-33, insieme ad alcuni cittadini, Guglielmo assunse l'iniziativa di costruire un castello a Yalo per sorvegliare la strada tra Gerusalemme e Giaffa; fu chiamato Castrum Arnaldi e divenne in seguito una piazzaforte dei Templari.
Nel 1139 Guglielmo si oppose a un progetto dell'Arcivescovo di Tiro Fulcherio di Angoulême che, allo scopo di ricostituire l'unità della sua provincia, aveva offerto di sottomettersi al patriarca di Antiochia in cambio delle sue suffraganee che si trovavano nel Principato d'Antiochia e quindi sotto l'autorità del suo patriarca.
Nonostante Roma avesse dato il suo consenso Guglielmo non accettò e l'arcivescovo di Tiro dovette accontentarsi dell'obbedienza dei vescovi della vecchia Phoenicia che avevano sede all'interno dei confini del Regno di Gerusalemme e del suo patriarcato, mentre i tre vescovati di Tripoli continuarono a dipendere da Antiochia.
Morì il 27 settembre 1145 in Palestina.